# Praga TOT

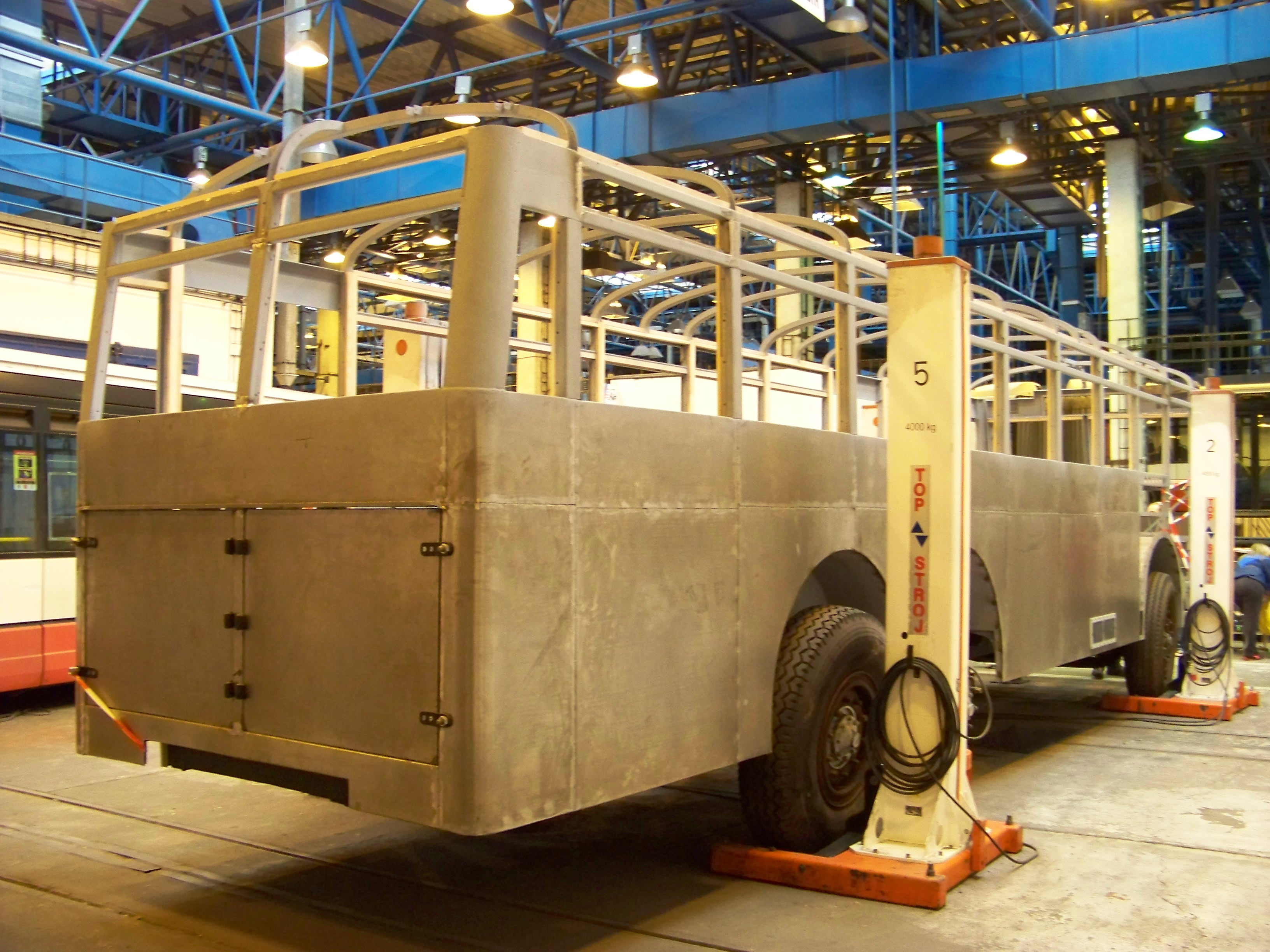
Praski trolejbus Praga TOT w trakcie rekonstrukcji

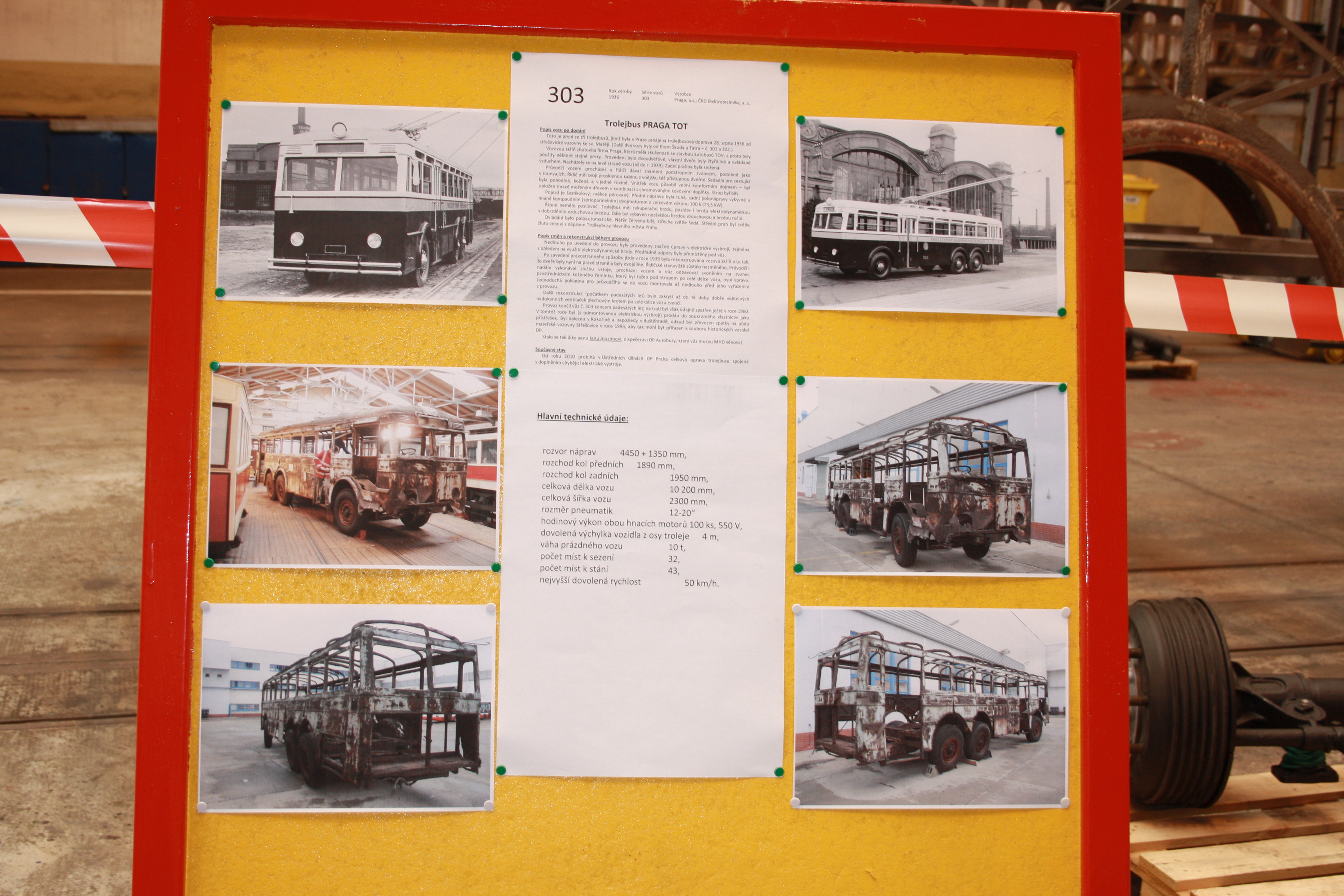
Wystawa poświęcona trolejbusowi Praga TOT

Praga TOT – typ czechosłowackiego trolejbusu, który razem z pojazdami Škoda 1Tr oraz Tatra 86 zapoczątkował funkcjonowanie sieci trolejbusowej w Pradze w 1936 r.

## Konstrukcja
Podobnie jak prototypy trolejbusów 1Tr i 86, tak i trolejbus TOT powstał dla pierwszego „nowoczesnego” systemu trolejbusowego na terenie Czechosłowacji (tzw. historyczne systemy przestały funkcjonować w czasie I wojny światowej). Praską sieć trolejbusową otwarto w 1936 r. Dostarczono trzy trolejbusy od trzech zakładów – Škody, Tatry i Pragi. Powodem zamówienia tylko jednego egzemplarza każdego z trzech modeli była chęć przetestowania prototypów przed decyzją o wyborze producenta kolejnych pojazdów.
Trolejbus TOT to pojazd trójosiowy; pierwsza oś jest toczna, a dwie ostatnie są napędowe. Część mechaniczna wywodzi się z autobusu Praga TOV; konstrukcję podwozia zmodyfikowano poprzez montaż silnika trakcyjnego i wyposażenia elektrycznego. Wyposażenie elektryczne dostarczyła firma ČKD. Celem przetestowania trolejbusu na terenie zakładów ČKD (nazywanych potocznie „Kolbenką”) zbudowano krótki odcinek trakcji trolejbusowej, niepołączony z miejską siecią. Nadwozie trolejbusu TOT wykonano z metalu (prototyp posiadał nadwozie o konstrukcji drewnianej obłożonej blaszanym poszyciem). Z lewej strony pojazdu (trolejbusy były przeznaczone do ruchu lewostronnego) zamontowano dwoje dwuskrzydłowych drzwi składanych (prototyp posiadał drzwi czteroskrzydłowe). Siedzenia we wnętrzu umieszczono bokiem do kierunku jazdy.

## Prototyp
Prototyp trolejbusu TOT powstał w roku 1936. W Pradze otrzymał numer 303 i był jednym z trzech pierwszych praskich trolejbusów (pozostałe dwa to 1Tr i 86), które rozpoczęły przewóz pasażerów na ulicach Pragi. W 1952 r. trolejbus wydzierżawiło miasto Děčín; po kilku dniach kursowania w tym mieście pojazd uległ awarii. Ze stanu praskich trolejbusów prototyp skreślono w 1959 r. (jako ostatni z całej trójki prototypów) i sprzedano do Střednic. W latach 90. XX wieku odnaleziono wrak prototypu w Buštěhradzie, skąd w 1995 r. został on przewieziony do Muzeum Miejskiego Transportu Publicznego w Pradze. Trolejbus nie jest jednak częścią ekspozycji, gdyż przechodzi prace rekonstrukcyjne.

## Dostawy
W latach 1936–1939 wyprodukowano łącznie 12 trolejbusów.
| Państwo        | Miasto         | Lata dostaw    | Liczba | Numery taborowe |  |
| -------------- | -------------- | -------------- | ------ | --------------- |  |
| Czechosłowacja | Praga          | 1936–1939      | 12     | 303–314         |  |
| Łączna liczba: | Łączna liczba: | Łączna liczba: | 12     |                 |  |